# Сустьєпан
42°40′ пн. ш. 18°05′ сх. д. / 42.67° пн. ш. 18.09° сх. д.
Сустьєпан (хорв. Sustjepan) — населений пункт у Хорватії, в Дубровницько-Неретванській жупанії у складі міста Дубровник.

## Населення
Населення за даними перепису 2011 року становило 323 осіб.
Динаміка чисельності населення поселення: